# Chlosyne boharti
Chlosyne boharti är en fjärilsart som beskrevs av Gunder 1933. Chlosyne boharti ingår i släktet Chlosyne och familjen praktfjärilar. Inga underarter finns listade i Catalogue of Life.